# Neuenkirchen-Vörden
Neuenkirchen-Vörden är en kommun i Landkreis Vechta i förbundslandet Niedersachsen i Tyskland. Namnet på kommunen ändrades från enbart Neuenkirchen till det nuvarande 1 oktober 1993.